# Kot Abdul Malik
Kot Abdul Malik (urdu: کوٹ عبد المالک) – miasto w Pakistanie, w prowincji Pendżab. Według danych na rok 2017 liczyło 143 099 mieszkańców.